# Quatuor à cordes no 1 de Bloch
Pour les articles homonymes, voir Quatuor à cordes no 1.
Le Quatuor à cordes no 1 est une composition de musique de chambre d'Ernest Bloch. Composé en 1916, il représente une synthèse d'envergure de son premier parcours musical avant le départ pour les États-Unis. Le quatuor est créé à New York le 29 décembre 1916 par le Quatuor Flonzaley.

## Structure
1. Moderato - Lamentoso, agitato doloroso: Premier thème plaintif.
2. Scherzo: Allegro frenetico
3. Andante molto moderato (pastorale)
4. Finale: Vivace

- Durée d'exécution: cinquante cinq minutes.